# Liste der Mitglieder der National Academy of Sciences/1989
Im Jahr 1989 wählte die National Academy of Sciences der Vereinigten Staaten 74 Personen zu ihren Mitgliedern.

## Neugewählte Mitglieder
- William A. Berggren (* 1931)
- R. Byron Bird (1924–2020)
- Ester Boserup (1910–1999)
- Winston J. Brill (* 1939)
- Curtis G. Callan, Jr. (* 1942)
- William A. Catterall (1946–2024)
- Chu Ching-wu (* 1941)
- Nicholas R. Cozzarelli (1938–2006)
- David L. Dilcher (* 1936)
- James L. Dye (1927–2021)
- Robert C. Dynes (1942–2025)
- David S. Eisenberg (* 1939)
- Ronald M. Evans (* 1949)
- Tibor Farkas (1929–2003)
- George B. Field (1929–2024)
- Neal L. First (1930–2014)
- Walter M. Fitch (1929–2011)
- Marianne Frankenhaeuser (1925–2005)
- Hillel H. Furstenberg (* 1935)
- Stanley M. Gartler (* 1923)
- Paul G. Gassman (1935–1993)
- Frederick W. Gehring (1925–2012)
- Stephen Jay Gould (1941–2002)
- Mikhail Gromov (* 1943)
- Robert H. Grubbs (1942–2021)
- Alan H. Guth (* 1947)
- Arnel R. Hallauer (* 1932)
- Warren Bell Hamilton (1925–2018)
- Philip C. Hanawalt (* 1931)
- Arnold C. Harberger (* 1924)
- Chushiro Hayashi (1920–2010)
- Pierre C. Hohenberg (1934–2017)
- Kensal E. van Holde (1928–2019)
- Rolf Huisgen (1920–2020)
- Wolfgang Kaiser (1925–2023)
- John W. Kappler (* 1943)
- Gurdev S. Khush (* 1935)
- Marc W. Kirschner (* 1945)
- Nicole M. Le Douarin (* 1930)
- William J. Lennarz (1934–2021)
- Gardner Lindzey (1920–2008)
- Stephen J. Lippard (* 1940)
- Frank E. Marble (1918–2014)
- Philippa Marrack (* 1945)
- John McCarthy (1927–2011)
- Richard A. McCray (1937–2021)
- James L. McGaugh (* 1931)
- Carver A. Mead (* 1934)
- Jane Menken (* 1939)
- Peter Meyer (1920–2002)
- Ricardo Miledi (1927–2017)
- K. Alex Müller (1927–2023)
- Erwin Neher (* 1944)
- Ulric Neisser (1928–2012)
- Gordon H. Orians (* 1932)
- Barbara H. Partee (* 1940)
- Dale Purves (* 1938)
- Ora M. Rosen (1935–1990)
- Gottfried Schatz (1936–2015)
- John G. Sclater (* 1940)
- Lawrence A. Shepp (1936–2013)
- Gen Shirane (1924–2005)
- Christopher A. Sims (* 1942)
- William S. Sly (1932–2025)
- Allan C. Spradling (* 1949)
- Max D. Summers (* 1939)
- John Terborgh (* 1936)
- David H. Thomas (* 1945)
- Christopher T. Walsh (1944–2023)
- Irving L. Weissman (* 1939)
- Charles Weissmann (* 1931)
- Michael H. Wigler (* 1947)
- Ahmed H. Zewail (1946–2016)
- Donald B. Zilversmit (1919–2010)